# Список награждённых орденом Франциска Скорины (с 2017)
Орден Франциска Скорины (бел. Ордэн Францыска Скарыны) — один из орденов Республики Беларусь. Учреждён Верховным Советом Республики Беларусь в 1995 году. Присуждается за вклад в развитие белорусской культуры, за гуманитарную, благотворительную деятельность. Первое награждение состоялось в 1997 году. На 17 апреля 2025 года число награждений — 249.
В данном списке представлены награждённые за третье десятилетие существования ордена (с момента первого награждения).

## За 2017 год
Число награждённых — 4 человека.
| № п/п | Стра на       | Фотография | Фамилия Имя Отчество                 | Должность либо профессия на момент награждения | Дата награждения    | Номер Указа Президента Республики Беларусь | За что награждён |
| ----- | ------------- | ---------- | ------------------------------------ | --- | ------------------- | ------------------------------------------ | --- |
| 209   | Флаг Беларуси |            | Нина Иосифовна Ломанович             | Главный хормейстер Государственного театрально-зрелищного учреждения «Национальный академический Большой театр оперы и балета Республики Беларусь» | 1 февраля 2017 года | — 2017 г., №34, 1/16892 34                 | За многолетний плодотворный труд, образцовое исполнение должностных обязанностей, достижение высоких производственных показателей в промышленности, строительстве и сельском хозяйстве, значительный личный вклад в подготовку высококвалифицированных специалистов, развитие научной и педагогической деятельности, системы образования и здравоохранения населения, белорусского киноискусства, культуры и спорта                          |
| 210   | Флаг Ватикана |            | Клаудио Гуджеротти Claudio Gugerotti | Апостольский нунций в Украине, Апостольский нунций в Республике Беларусь (2011—2015 годы)                                                          | 7 марта 2017 года   | — 2017 г., №68, 1/16936 68                 | За значительный личный вклад в развитие культурного сотрудничества между Республикой Беларусь и Ватиканом |
| 211   | Флаг Ватикана |            | Антонио Паолуччи Antonio Paoluchi    | Директор учреждения «Музей Ватикана» (2007-2016 годы)                                                                                              | 7 марта 2017 года   | — 2017 г., №68, 1/16936 68                 | За значительный личный вклад в развитие культурного сотрудничества между Республикой Беларусь и Ватиканом |
| 212   | Флаг Беларуси |            | Владимир Петрович Савич              | художник-график, член Общественного объединения «Белорусский союз художников»                                                                      | 26 марта 2017 года  | — 2017 г., №94, 1/16975 94                 | За многолетний плодотворный труд, высокое профессиональное мастерство, достижение высоких производственных показателей в промышленности, дорожном строительстве и сельском хозяйстве, значительный личный вклад в реализацию государственной политики в области социальной защиты и охраны здоровья населения, подготовку высококвалифицированных специалистов, развитие системы международных автомобильных перевозок, культуры и искусства |

## За 2018 год
Число награждённых — 5 человек.
| № п/п | Стра на       | Фотография | Фамилия Имя Отчество                            | Должность либо профессия на момент награждения | Дата награждения     | Номер Указа Президента Республики Беларусь | За что награждён |
| ----- | ------------- | ---------- | ----------------------------------------------- | --- | -------------------- | ------------------------------------------ | --- |
| 213   | Флаг Беларуси |            | Владимир Борисович Перцов                       | директор Национального филиала (представительства) Межгосударственной телерадиокомпании «МИР» в Республике Беларусь                                                    | 8 января 2018 года   | — 2018 г., №8, 1/17458 8                   | За многолетнюю плодотворную работу, большой личный вклад в развитие национальной журналистики, создание единого информационного пространства, совершенствование белорусско российского сотрудничества в области телевидения и радио, значительные достижения в сфере культуры и искусства |
| 214   | Флаг Литвы    |            | Валерий Артамонович Третьяков Valerij Tretjakov | главный редактор газеты «Литовский курьер» закрытого акционерного общества «ЛК Массмедиа»                                                                              | 21 февраля 2018 года | — 2018 г., №76, 1/17557 76                 | За многолетний плодотворный труд, значительный личный вклад в укрепление культурных и духовных связей Беларуси и Литвы, международное сотрудничество в сфере информации и печати |
| 215   | Флаг России   |            | Зельфира Исмаиловна Трегулова                   | генеральный директор Федерального государственного бюджетного учреждения культуры «Всероссийское музейное объединение «Государственная Третьяковская галерея»          | 16 августа 2018 года | — 2018 г., №324, 1/17873 324               | За особые заслуги в культурно-просветительской деятельности и значительные успехи в деле укрепления и развития белорусско-российских культурных связей |
| 216   | Флаг Беларуси |            | Тамара Ивановна Гусаченко                       | председатель Витебского областного отделения общественного объединения «Союз писателей Беларуси»                                                                       | 4 сентября 2018 года | — 2018 г., №359, 1/17914 359               | За многолетний плодотворный труд, высокий профессионализм, образцовое исполнение должностных обязанностей, смелые и решительные действия в обстоятельствах, связанных с риском для жизни, большой личный вклад в развитие промышленности, сельскохозяйственной и строительной отрасли, значительные достижения в сферах торговли, социального обслуживания населения, образования, культуры, искусства и спорта |
| 217   | Флаг Беларуси |            | Геннадий Антонович Короленко                    | профессор-консультант кафедры коммерционной деятельности на внутренних и внешних рынках учреждения образования «Белорусский государственный экономический университет» | 26 ноября 2018 года  | — 2018 г., №462, 1/18048 462               | За многолетний плодотворный труд, высокий профессионализм, образцовое исполнение должностных обязанностей, смелые и решительные действия в обстоятельствах, связанных с риском для жизни, большой личный вклад в укрепление авторитета и имиджа Беларуси на международной арене, развитие законодательства и парламентаризма, белорусской журналистики, нефтехимической промышленности, транспортной и налоговой систем, значительные достижения в сферах энергетики, науки, культуры и искусства, подготовке высококвалифицированных специалистов |

## За 2019 год
Число награждённых — 5 человек.
| № п/п | Стра на       | Фотография | Фамилия Имя Отчество           | Должность либо профессия на момент награждения                                                                          | Дата награждения     | Номер Указа Президента Республики Беларусь | За что награждён |
| ----- | ------------- | ---------- | ------------------------------ | --- | -------------------- | ------------------------------------------ | --- |
| 218   | Флаг Беларуси |            | Анатолий Юрьевич Аврутин       | главный редактор журнала «Новая Немига литературная», член общественного объединения «Союз писателей Беларуси»          | 25 февраля 2019 года | — 2019 г., №90, 1/18226 90                 | За многолетний плодотворный труд, образцовое исполнение должностных обязанностей, исключительную храбрость и мужество, проявленные в борьбе с преступностью, при спасении людей во время пожара и ликвидации чрезвычайных ситуаций, значительный личный вклад в обеспечение законности и правопорядка, реализацию бюджетно-финансовой и налоговой политики, развитие машиностроения, химической промышленности, железнодорожного транспорта и гражданской авиации, заслуги в области строительства, торговли, социальной защиты населения, здравоохранения, науки, образования и культуры                   |
| 219   | Флаг России   |            | Валентина Ивановна Матвиенко   | Председатель Совета Федерации Федерального Собрания Российской Федерации                                                | 3 апреля 2019 года   | — 2019 г., №135, 1/18284 135               | За значительный личный вклад в укрепление дружественных отношений и развитие сотрудничества между Республикой Беларусь и Российской Федерацией |
| 220   | Флаг Беларуси |            | Александр Александрович Гугнин | профессор кафедры мировой литературы и иностранных языков учреждения образования «Полоцкий государственный университет» | 24 июля 2019 года    | — 2019 г., №275, 1/18475 275               | За многолетний плодотворный труд, образцовое исполнение должностных обязанностей, исключительную храбрость и мужество, проявленные в борьбе с преступностью, во время пожара, при спасении людей на воде и ликвидации чрезвычайных ситуаций, значительный личный вклад в обеспечение конституционной законности и совершенствование правовой системы, предотвращение и пресечение экономических правонарушений, защиту интересов государства на международной арене, развитие химической промышленности, заслуги в области строительства, торговли, связи, науки, образования, культуры, искусства и спорта |
| 221   | Флаг Беларуси |            | Владимир Антонович Товстик     | заведующий кафедрой рисунка учреждения образования «Белорусская государственная академия искусств»                      | 28 августа 2019 года | — 2019 г., №320, 1/18536 320               | За многолетний плодотворный труд, образцовое исполнение должностных обязанностей, достижение высоких производственных показателей, значительный личный вклад в обеспечение законности и укрепление правопорядка, совершенствование судебной системы, заслуги в проектировании социально значимых объектов, развитии промышленности, транспортной дорожной отраслей, сферах науки, образования, культуры, искусства и спорта |
| 222   | Флаг Беларуси |            | Александр Леонидович Самович   | член Геральдического совета при Президенте Республики Беларусь (2003-2019 годы)                                         | 21 ноября 2019 года  | — 2019 г., №426, 1/18674 426               | За многолетний плодотворный труд, образцовое исполнение должностных обязанностей, исключительную храбрость и мужество, проявленные при спасении людей во время пожара, значительный личный вклад в обеспечение общественного порядка и прекращение экономических правонарушений, развитие сельского хозяйства и легкой промышленности, заслуги в отрасли строительства, образования и культуры |

## За 2020 год
Число награждённых — 12 человек.
| № п/п | Стра на        | Фотография | Фамилия Имя Отчество                                 | Должность либо профессия на момент награждения                                                                                             | Дата награждения     | Номер Указа Президента Республики Беларусь | За что награждён |
| ----- | -------------- | ---------- | ---------------------------------------------------- | --- | -------------------- | ------------------------------------------ | --- |
| 223   | Флаг Беларуси  |            | Александр Николаевич Бадак                           | директор издательского республиканского унитарного предприятия «Мастацкая літаратура»                                                      | 8 января 2020 года   | — 2020 г., №7, 1/18783 7                   | За многолетнюю плодотворную работу, образцовое выполнение должностных обязанностей, значительный личный вклад в обеспечение обороноспособности страны и укрепление общественного порядка, развитие сельского и дорожного хозяйства, железнодорожного и нефтепроводного транспорта, заслуги в области образования, науки, культуры, искусства и спорта |
| 224   | Флаг Беларуси  |            | Светлана Ивановна Коптева                            | первый проректор учреждения образования «Белорусский государственный педагогический университет имени Максима Танка»                       | 8 января 2020 года   | — 2020 г., №7, 1/18783 7                   | За многолетнюю плодотворную работу, образцовое выполнение должностных обязанностей, значительный личный вклад в обеспечение обороноспособности страны и укрепление общественного порядка, развитие сельского и дорожного хозяйства, железнодорожного и нефтепроводного транспорта, заслуги в области образования, науки, культуры, искусства и спорта |
| 225   | Флаг Беларуси  |            | Валерий Фёдорович Шкарубо                            | член общественного объединения «Белорусский союз художников»                                                                               | 8 января 2020 года   | — 2020 г., №7, 1/18783 7                   | За многолетнюю плодотворную работу, образцовое выполнение должностных обязанностей, значительный личный вклад в обеспечение обороноспособности страны и укрепление общественного порядка, развитие сельского и дорожного хозяйства, железнодорожного и нефтепроводного транспорта, заслуги в области образования, науки, культуры, искусства и спорта |
| 226   | Флаг Германии  |            | Хайнц-Рудольф Георг Вемайер Heinz-Rudolf Georg Mayer | председатель Немецко-русского общества земли Виттенберг                                                                                    | 21 февраля 2020 года | — 2020 г., №69, 1/18870 69                 | За особые заслуги в гуманитарной и благотворительной деятельности, значительный вклад в установление и развитие международных культурных связей |
| 227   | Флаг Швейцарии |            | Маргрет Кинер Нелен Margret Kiener Nellen            | председатель Ассоциации дружбы «Швейцария — Беларусь»                                                                                      | 28 мая 2020 года     | — 2020 г., №180, 1/19021 180               | За значительный личный вклад в укрепление дружественных отношений и сотрудничества между Республикой Беларусь и Швейцарской Конфедерацией |
| 228   | Флаг Беларуси  |            | Мария Георгиевна Захаревич                           | ведущий мастер сцены государственного учреждения «Национальный академический театр имени Янки Купалы»                                      | 3 июня 2020 года     | — 2020 г., №191, 1/19050 191               | За многолетний плодотворный труд, образцовое исполнение должностных обязанностей, исключительную храбрость и мужество, проявленные в борьбе с преступностью и при спасении людей во время пожара, значительный вклад в осуществление правосудия и обеспечение законности, развитие железнодорожного транспорта, машиностроения, издательского дела и книгопечатания, заслуги в области сельского хозяйства, строительства, социальной защиты, торговли, науки, образования, искусства и культуры                                  |
| 229   | Флаг Беларуси  |            | Арнольд Кондратьевич Помазан                         | ведущий мастер сцены государственного учреждения «Национальный академический театр имени Янки Купалы»                                      | 3 июня 2020 года     | — 2020 г., №191, 1/19050 191               | За многолетний плодотворный труд, образцовое исполнение должностных обязанностей, исключительную храбрость и мужество, проявленные в борьбе с преступностью и при спасении людей во время пожара, значительный вклад в осуществление правосудия и обеспечение законности, развитие железнодорожного транспорта, машиностроения, издательского дела и книгопечатания, заслуги в области сельского хозяйства, строительства, социальной защиты, торговли, науки, образования, искусства и культуры                                  |
| 230   | Флаг Словакии  |            | Йозеф Мигаш Jozef Migaš                              | Чрезвычайный и Полномочный Посол Словацкой Республики в Республике Беларусь                                                                | 15 июня 2020 года    | — 2020 г., №212, 1/19059 212               | За значительный личный вклад в укрепление дружественных отношений и развитие сотрудничества между Беларусью и Словакией |
| 231   | Флаг Беларуси  |            | Вальмен Николаевич Аладов                            | член общественного объединения «Белорусский союз архитекторов»                                                                             | 1 декабря 2020       | — 2020 г., №452, 1/19369 452               | За многолетний плодотворный труд, высокий профессионализм, образцовое исполнение должностных обязанностей, значительный личный вклад в обеспечение законности, укрепление правопорядка, предупреждение и ликвидацию чрезвычайных ситуаций, оказание высококвалифицированной медицинской помощи и внедрение новых медицинских технологий, заслуги в развитии перерабатывающей промышленности, сельского хозяйства, дорожной отрасли, сферы образования, науки, культуры и искусства                                                |
| 232   | Флаг Беларуси  |            | Николай Сергеевич Борисенко                          | методист отдела краеведения и поисковой работы государственного учреждения дополнительного образования «Областный центр творчества»        | 17 декабря 2020      | — 2020 г., №464, 1/19391 464               | За многолетний плодотворный труд, высокий профессионализм, образцовое исполнение должностных обязанностей, значительный личный вклад в подготовку и проведение переписи населения Республики Беларусь 2019 года, совершенствование налоговой системы республики, сохранение и популяризацию национального историко-культурного наследия, развитие нефтяной, химической и перерабатывающей промышленности, калийной отрасли, сельской и жилищно-коммунального хозяйства, заслуги в сфере образования, искусства, культуры и спорта |
| 233   | Флаг Беларуси  |            | Виктор Владимирович Саркисьян                        | профессор кафедры сценической речи, вокала и пластических дисциплин учреждения образования «Белорусская государственная академия искусств» | 17 декабря 2020      | — 2020 г., №464, 1/19391 464               | За многолетний плодотворный труд, высокий профессионализм, образцовое исполнение должностных обязанностей, значительный личный вклад в подготовку и проведение переписи населения Республики Беларусь 2019 года, совершенствование налоговой системы республики, сохранение и популяризацию национального историко-культурного наследия, развитие нефтяной, химической и перерабатывающей промышленности, калийной отрасли, сельской и жилищно-коммунального хозяйства, заслуги в сфере образования, искусства, культуры и спорта |
| 234   | Флаг Беларуси  |            | Мария Николаевна Глухова (игуменья Гавриила)         | настоятельница Свято-Рождество-Богородичного ставропигиозного женского монастыря в г. Гродно Белорусской православной церкви               | 22 декабря 2020      | — 2020 г., №483, 1/19410 484               | За многолетний плодотворный труд, высокий профессионализм, образцовое исполнение обязанностей, активное участие в общественно-политической жизни страны, большой личный вклад в оказание высококвалифицированной медицинской помощи и внедрение новых медицинских технологий, значительные достижения в дорожном строительстве, заслуги в развитии сферы образования, культуры и искусства |

## За 2021 год
Число награждённых — 6 человек, 1 организация.
| № п/п | Стра на          | Фотография | Фамилия Имя Отчество                                      | Должность либо профессия на момент награждения | Дата награждения | Номер Указа Президента Республики Беларусь | За что награждён |
| ----- | ---------------- | ---------- | --------------------------------------------------------- | --- | ---------------- | ------------------------------------------ | --- |
| 235   | Флаг Беларуси    |            | Оксана Борисовна Якубовская                               | директор государственного учреждения образования «Гимназия № 33 г. Минска» | 26 февраля 2021  | — 2021 г., №61, 1/19514 61                 | За многолетний плодотворный труд, высокий профессионализм, образцовое исполнение должностных обязанностей, проявленное мужество при спасении людей на воде, достижение высоких производственных показателей, значительный личный вклад в развитие машиностроения, строительной отрасли, сельского хозяйства, транспортного обслуживания, обучение и воспитание подрастающего поколения, подготовку высококвалифицированных кадров, заслуги в организации и оказании медицинской помощи населению, сферах образования, науки, искусства и спорта |
| 236   | Флаг Беларуси    |            | Тимофей Иванович Глушаков                                 | председатель Гомельского областного отделения общественного объединения «Белорусский фонд мира»                                                                                                  | 10 сентября 2021 | — 2021 г., №334, 1/19883 334               | За многолетний плодотворный труд, высокий профессионализм, образцовое исполнение воинского долга, значительный личный вклад в реализацию бюджетно-финансовой политики, развитие агропромышленного комплекса, нефтяной промышленности, строительной и лесохозяйственной отрасли, высокие достижения в сферах науки, образования и здравоохранения, благотворительной и гуманитарной деятельности, заслуги в обучении и воспитании подрастающего поколения, популяризации эстрадного, театрального и изобразительного искусства                   |
| 237   | Флаг Беларуси    |            | «Мемориальный комплекс «Брестская крепость-герой»         | государственное учреждение | 22 сентября 2021 | — 2021 г., №361, 1/19911 361               | За значительные достижения в сохранении исторического наследия, увековечивании памяти участников Великой Отечественной войны, патриотическом воспитании детей и молодёжи и в связи с 50-летием со дня основания мемориального комплекса |
| 238   | Флаг Беларуси    |            | Владимир Михайлович Макаревич                             | начальник управления по делам культуры Белорусского государственного университета | 19 октября 2021  | — 2021 г., №410, 1/19960 410               | За многолетнюю плодотворную научно-педагогическую деятельность, высокий профессионализм, значительный личный вклад в подготовку высококвалифицированных специалистов, внедрение результатов научных исследований в производство, развитие белорусской культуры и воспитание творческой молодежи, достижения в сфере науки, здравоохранения и медицины |
| 239   | Флаг Кыргызстана |            | Эдуард Джумкадырович Кубатов Эдуард Жумакадырович Кубатов | почётный консул Почётного Консульства Индонезии в Киргизской Республике, г. Бишкек | 25 октября 2021  | — 2021 г., №416, 1/19970 416               | За высокие спортивные достижения, профессионализм, значительный вклад в популяризацию белорусского спорта на международной арене, поднятие Знамени Победы и Государственного флага Республики Беларусь на вершину Эверест |
| 240   | Флаг Беларуси    |            | Вадим Сергеевич Фролов                                    | генеральный директор общества с ограниченной ответственностью «Промышленная группа «Векпром», г. Жуковский Московской области, член общественного объединения «Белорусская федерация альпинизма» | 25 октября 2021  | — 2021 г., №416, 1/19970 416               | За высокие спортивные достижения, профессионализм, значительный вклад в популяризацию белорусского спорта на международной арене, поднятие Знамени Победы и Государственного флага Республики Беларусь на вершину Эверест |
| 241   | Флаг России      |            | Георгий Геннадьевич Шулепов                               | директор общества с ограниченной ответственностью «Вертикаль», Республика Коми | 25 октября 2021  | — 2021 г., №416, 1/19970 416               | За высокие спортивные достижения, профессионализм, значительный вклад в популяризацию белорусского спорта на международной арене, поднятие Знамени Победы и Государственного флага Республики Беларусь на вершину Эверест |

## За 2022 год
Число награждённых — 4 человека.
| № п/п | Стра на       | Фотография | Фамилия Имя Отчество             | Должность либо профессия на момент награждения | Дата награждения     | Номер Указа Президента Республики Беларусь | За что награждён |
| ----- | ------------- | ---------- | -------------------------------- | --- | -------------------- | ------------------------------------------ | --- |
| 242   | Флаг Беларуси |            | Ольга Владимировна Гинько        | Директор государственного учреждения образования «Прозорокская детский сад — средняя школа Глубокского района имени И.Т.Буйницкого»                        | 25 февраля 2022 года | — 2022 г., №71, 1/20203 71                 | За многолетний плодотворный труд, высокий профессионализм, образцовое исполнение должностных обязанностей, значительный личный вклад в подготовку спортсменов высокого класса, обучение и воспитание подрастающего поколения, отличные творческие и спортивные достижения, заслуги в развитии сельскохозяйственного производства и строительной отрасли, сферы образования, культуры и искусства |
| 243   | Флаг Беларуси |            | Светлана Григорьевна Пузиновская | учитель информатики государственного учреждения образования «Средняя школа №4 г. Дзержинска»                                                               | 25 февраля 2022 года | — 2022 г., №71, 1/20203 71                 | За многолетний плодотворный труд, высокий профессионализм, образцовое исполнение должностных обязанностей, значительный личный вклад в подготовку спортсменов высокого класса, обучение и воспитание подрастающего поколения, отличные творческие и спортивные достижения, заслуги в развитии сельскохозяйственного производства и строительной отрасли, сферы образования, культуры и искусства |
| 244   | Флаг Беларуси |            | Вадим Леонтьевич Яканюк          | профессор кафедры музыкальной педагогики, истории и теории исполнительского искусства учреждения образования «Белорусская государственная академия музыки» | 25 февраля 2022 года | — 2022 г., №71, 1/20203 71                 | За многолетний плодотворный труд, высокий профессионализм, образцовое исполнение должностных обязанностей, значительный личный вклад в подготовку спортсменов высокого класса, обучение и воспитание подрастающего поколения, отличные творческие и спортивные достижения, заслуги в развитии сельскохозяйственного производства и строительной отрасли, сферы образования, культуры и искусства |
| 245   | Флаг России   |            | Радик Ирикович Батыршин          | председатель закрытого акционерного общества «Межгосударственная телерадиокомпания «Мир»                                                                   | 10 октября 2022 года | — 2022 г., №362, 1/20557 362               | За значительный личный вклад в укрепление мира, дружественных отношений и сотрудничества между государствами, плодотворную работу по сближению и взаимообогащению национальных культур, формированию и развитию единого информационного пространства, высокие достижения в благотворительной и гуманитарной деятельности                                                                         |

## За 2023 год
Число награждённых — 2 человека.
| № п/п | Стра на       | Фотография | Фамилия Имя Отчество       | Должность либо профессия на момент награждения                                   | Дата награждения    | Номер Указа Президента Республики Беларусь | За что награждён |
| ----- | ------------- | ---------- | -------------------------- | -------------------------------------------------------------------------------- | ------------------- | ------------------------------------------ | --- |
| 246   | Флаг Беларуси |            | Иван Якимович Миско        | художник-скульптор, член Общественного объединения «Белорусский союз художников» | 10 апреля 2023 года | — 2023 г., №97, 1/20803 97                 | За многолетний плодотворный труд, высокий профессионализм, образцовое выполнение служебных обязанностей, смелость и решительность, проявленные при спасении людей во время пожара, заслуги в воинской службе и охране государственной границы, значительный личный вклад в обеспечение законности и укрепление правопорядка, развитие строительной отрасли, гражданской авиации, дорожного хозяйства, реального сектора экономики и внешнеэкономических связей, совершенствование банковской и налоговой систем, законодательства в сфере управления государственным имуществом, отличные достижения в образовании, здравоохранении, науке, культуре и искусстве |
| 247   | Флаг Беларуси |            | Галина Николаевна Качалова | пенсионер, заслуженный работник культуры БССР                                    | 27 июня 2023 года   | — 2023 г., №193 193. 2023                  | За значительный личный вклад в сохранение и приумножение исторического и духовного наследия белорусского народа, развитие национальной культуры и искусства, народного творчества и ремесел, достижения в культурно-просветительской деятельности |

## За 2024 год
Число награждённых — 1 человек.
| № п/п | Стра на       | Фотография | Фамилия Имя Отчество     | Должность либо профессия на момент награждения                                                        | Дата награждения     | Номер Указа Президента Республики Беларусь | За что награждён |
| ----- | ------------- | ---------- | ------------------------ | --- | -------------------- | ------------------------------------------ | --- |
| 248   | Флаг Беларуси |            | Зинаида Петровна Зубкова | ведущий мастер сцены государственного учреждения «Национальный академический театр имени Янки Купалы» | 11 декабря 2024 года | — 2024 г., №462 462.2024                   | За многолетний плодотворный труд, высокий профессионализм, отвагу и решимость, проявленные при спасении человека на воде, заслуги в судебно-экспертной деятельности, охране государственной границы, значительный личный вклад в реализацию социально-экономической и государственной политики, ликвидацию последствий чрезвычайных ситуаций природного характера, военно-патриотическое воспитание подрастающего поколения, усовершенствование налоговой и судебной систем, развитие сельского и лесного хозяйств, торфяной промышленности, строительства, ветеранского движения, отличные достижения в сферах науки, статистики, здравоохранения, образования, культуры и спорта |

## За 2025 год
Число награждённых — 1 человек.
| № п/п | Стра на       | Фотография | Фамилия Имя Отчество           | Должность либо профессия на момент награждения                                                                    | Дата награждения    | Номер Указа Президента Республики Беларусь | За что награждён |
| ----- | ------------- | ---------- | ------------------------------ | --- | ------------------- | ------------------------------------------ | --- |
| 249   | Флаг Беларуси |            | Георгий Анушаванович Егиазарян | председатель общественного объединения «Минское городское армянское культурно-просветительское общество «Айастан» | 17 апреля 2025 года | — 2025 г., №158 158.2025                   | За многолетний плодотворный труд, заслуги в сфере охраны государственной границы, достижение высоких производственных показателей, значительный личный вклад в укрепление межнациональных отношений, совершенствование налоговой системы, средств связи, развитие агропромышленного и топливно-энергетического комплексов, лесного хозяйства, промышленности, выдающиеся достижения в сферах здравоохранения, образования, культуры и спорта |